# Isopaches
Isopaches es un género de musgos hepáticas perteneciente a la familia Anastrophyllaceae. Comprende 5 especies descritas y de estas, solo 4 aceptadas:

## Taxonomía
El género fue descrito por Hans Robert Viktor Buch y publicado en Memoranda Societatis pro Fauna et Flora Fennica 8: 287. 1933. La especie tipo es: Isopaches bicrenatus (Schmidel) H. Buch

## Especies aceptadas
A continuación se brinda un listado de las especies del género Isopaches aceptadas hasta junio de 2014, ordenadas alfabéticamente. Para cada una se indica el nombre binomial seguido del autor, abreviado según las convenciones y usos.
- Isopaches alboviridis (R.M. Schust.) Schljakov
- Isopaches bicrenatus (Schmidel) H. Buch
- Isopaches decolorans (Limpr.) H. Buch
- Isopaches pumicicola (Berggr.) Bakalin, Vadim A.